# Список серий «Наруто: Ураганные хроники» (сезоны 25—28)
Здесь представлен список серий аниме-телесериала Наруто: Ураганные хроники, их краткое содержание, даты выхода на родине, а также главы манги, по которым они сняты.

## Список серий

### Сезон 25: Отрочество (2016)
| # | №   | Заглавие                                             | Экранизированные главы манги | Трансляция в Японии  |
| --- | --- | ---------------------------------------------------- | ---------------------------- | -------------------- |
| 700 | 480 | Наруто/Хината «Наруто — Хината» (NARUTO・HINATA)     | Нет (филлер)                 | 20 октября 2016 года |
| История Наруто и Хинаты. Наруто. Маленький Наруто гуляет по деревне, в Ичираку он видит Ируку, поедающего лапшу. Денег на лапшу Наруто не хватает, и он, голодный, убегает домой, пробегая мимо Саске. Дома в одиночестве Наруто плачет. Затем уходит тренироваться в лес: бросает камни в деревянные мишени. Во время тренировки Наруто находит грибы, ловит рыбу и готовит себе еду на костре. Во время ужина Наруто встречает старика и делится с ним едой. Наруто и старик Третий Хокаге - а это был именно он - ужинают жареной рыбой и грибным супом и разговаривают о звёздах, солнце и мире и смеются. На следующий день Наруто думает о вчерашнем разговоре со стариком, лёжа на каменной голове Хокаге. Хината. Тренировка маленького Неджи и Хиаши Хьюга. Разговор Неджи и Хидзаши о Хинате. Начало зимы, снегопад. Клан Хьюга, третий день рождения Хинаты, Неджи знакомится с Хинатой и узнает, что ему придётся защищать Хинату и весь клан Хьюга. Повзрослев, Неджи тренируется с Хинатой, Хиаши и Хидзаши вспоминают свое детство, глядя на их тренировки. Хината рассказывает Неджи, что не любит эти тренировки. Отец Неджи умирает, когда ему было всего четыре года. Клан Хьюга прощается с Хидзаши, и Неджи плачет на похоронах. Хината убегает из дома в холод и снегопад и плачет. Её находит Наруто и приводит обратно в клан. Хината вспоминает плачущего Неджи и думает о Наруто. |     |                                                      |                              |                      |
| 701 | 481 | Саскэ/Сакура «Сасукэ — Сакура» (SASUKE・SAKURA)      | Нет (филлер)                 | 27 октября 2016 года |
| 702 | 482 | Гаара/Сикамару «Гаара — Сикамару» (GAARA・SHIKAMARU) | Нет (филлер)                 | 3 ноября 2016 года   |
| 703 | 483 | Дзирайя/Какаси «Дзирайя — Какаси» (JIRAIYA・KAKASHI) | Нет (филлер)                 | 10 ноября 2016 года  |

### Сезон 26: История Саскэ: Восход солнца (2016—2017)
| #   | №   | Заглавие                                        | Экранизированные главы манги | Трансляция в Японии  |
| --- | --- | ----------------------------------------------- | ---------------------------- | -------------------- |
| 704 | 484 | Взрывающийся человек «Кибаку Нингэн» (起爆人間) | Нет(новелла)                 | 1 декабря 2016 года  |
| 705 | 485 | Колизей «Коросиаму» (闘技場)                    | Нет(новелла)                 | 8 декабря 2016 года  |
| 706 | 486 | Фусин «Фу:син» (風心)                           | Нет(новелла)                 | 15 декабря 2016 года |
| 707 | 487 | Кэцурюган «Кэцурю:ган» (血龍眼)                 | Нет(новелла)                 | 22 декабря 2016 года |
| 708 | 488 | Последний «Сайго-но Хитори» (最後の一人)        | Нет(новелла)                 | 5 января 2017 года   |

### Сезон 27: История Сикамару: Облако, дрейфующее в тихой темноте (2017)[1]
| #   | №   | Заглавие                        | Экранизированные главы манги | Трансляция в Японии |
| --- | --- | ------------------------------- | ---------------------------- | ------------------- |
| 709 | 489 | Положение дел «Фу:ун» (風雲)    | Нет (новелла)                | 12 января 2017 года |
| 710 | 490 | Мрачные тучи «Анъун» (暗雲)     | Нет (новелла)                | 19 января 2017 года |
| 711 | 491 | Наугад «Ямикумо» (闇雲)         | Нет (новелла)                | 26 января 2017 года |
| 712 | 492 | Подозрения «Гиун» (疑雲)        | Нет (новелла)                | 2 февраля 2017 года |
| 713 | 493 | Утренняя заря «Синономэ» (東雲) | Нет (новелла)                | 9 февраля 2017 года |

### Сезон 28: История Конохи: Идеальный день для свадьбы (2017)
| #   | №   | Заглавие                                                                     | Экранизированные главы манги | Трансляция в Японии  |
| --- | --- | ---------------------------------------------------------------------------- | ---------------------------- | -------------------- |
| 714 | 494 | Женитьба Наруто «Наруто-но Кэккон» (ナルトの結婚)                            | Нет (новелла)                | 16 февраля 2017 года |
| 715 | 495 | Полная сила свадебного подарка «Фурупава: Кэккон Иваи» (フルパワー結婚祝い)  | Нет (новелла)                | 16 февраля 2017 года |
| 716 | 496 | Горячие источники и пищевые пилюли «Юкэмури то Хё:ро:ган» (湯けむりと兵糧丸) | Нет (новелла)                | 23 февраля 2017 года |
| 717 | 497 | Свадебный подарок Кадзэкагэ «Кадзэкагэ-но Ойвай» (風影の御祝)                | Нет (новелла)                | 2 марта 2017 года    |
| 718 | 498 | Последняя миссия «Сайго-но Нимму» (最後の任務)                               | Нет (новелла)                | 9 марта 2017 года    |
| 719 | 499 | Развязка секретной миссии «Гокухи Нимму-но Юкуэ» (極秘任務の行方)            | Нет (новелла)                | 16 марта 2017 года   |
| 720 | 500 | Слова поздравления «Иваи-но Котоба» (祝いの言葉)                             | Нет (новелла)                | 23 марта 2017 года   |